# 臺南海軍航空隊
臺南海军航空队（日语：／ Tainan kaigun kōkūtai */?）是第二次世界大战（太平洋战争）时期日本海军的航空部队，1941年10月1日第一代基地設立，1942年11月1日改名為第二五一海軍航空隊（だい251かいぐんこうくうたい），1943年4月1日第二代基地設立，也是日本海军裡屈指可数的王牌战队之一，拥有多名优秀驾驶员，包括了西泽广义、坂井三郎、太田敏夫和笹井醇一。

## 历史
1941年10月1日，以臺南機場為基地的臺南海軍航空隊（I）正式成立，隸屬於第11航空艦隊第23航空戰隊，曾在1941年12月8日自臺南機場起飛攻擊菲律賓呂宋島克拉克空軍基地；後來該部隊在1942年1月調到南洋群島，同年11月改編成第251海軍航空隊。後來在臺南機場又成立了實用機訓練部隊臺南海軍航空隊（II）與屬於整備教育隊的第二臺南海軍航空隊，分別在1943年4月1日與1944年2月1日成立，皆隸屬第14聯合航空隊。1944年7月10日日本海軍實施空地分離制度，將航空隊分成甲航空隊（數字番號）與乙航空隊（地名番號），同日成立臺灣海軍航空隊，基地位在新竹，但於臺南設有訓練教育隊，而臺南海軍航空隊（II）於該年12月1日解散。
1944年10月的臺灣空戰中，臺南機場成為重要攻擊目標，機場設施方面有一棟機庫失火，一棟機庫與兩棟附屬建築被毀，無線通信設施受創。1945年年初，日方重整臺灣部隊，第二臺南航空隊遂因而解散，而後在該年2月5日於臺南成立第765海軍航空隊。另外在二次大戰期間，日軍在新豐郡歸仁庄設置機場，但設備簡陋，應為臺南機場的預備機場。

### 菲律宾与荷属东印度
1941年（昭和16年）10月1日，臺南海军航空队正式在臺南州臺南市成立，归属于第二十三航空战队，部队的第一个指挥官为新乡英城。队里不少驾驶员都已经历过第二次中日战争的洗礼。在太平洋战争全面开始前，部队里拥有拥有45架零式战斗机和12架九六式舰上战斗机。1941年（昭和16年）12月8日，四十四架“臺南空”的战斗机掩护了轰炸机群袭击了位于菲律宾吕宋岛的克拉克基地，此次攻击几乎摧毁了当地的敌军制空权。1942年（昭和17年）1月，“臺南空”分别被调到了打拉根岛，巴厘巴板和丹帕沙，给予了地面部队进攻荷属东印度的空中支援，同时也在随后的两个月里摧毁了不少盟军驻守各大岛屿的飞机。

### 新几内亚
1942年（昭和17年）3月，“臺南空”被编入了第二十五航空战队。4月，被派到了新不列颠岛的拉包尔和巴布亚新幾內亞的莱城周围。到了4月25日，齐藤正久成为了指挥官，因为机械和战斗损失部队里此时只能运作二十六架零战和六架九六式舰上战斗机。“臺南空”一开始把重心放在了攻击在莫尔兹比港周围的敌军。1942年（昭和17年）7月，部队已参加了五十一次任务，包括了六百〇二次出击，自稱击落了三百架敌机，自己损失了二十架。8月，从日本本土收到了调来的新装备，虽然在接受到补给后重新拥有了二十四架可操作的零战，但是部队里有五十五名驾驶员只能先让最有经验的驾驶。

### 瓜达尔卡纳尔岛
1942年（昭和17年）8月7日，美国海军陆战队在瓜達康納爾島登陆，正式开启了瓜达尔卡纳尔岛战役。“臺南空”的十七架零战从拉包尔起飞掩护了远程袭击了敌军登陆舰队的轰炸机群，部队最后报告击落了四十三架敌机，自己损失了两架飞机，而后来的记录显示对方实际损失了十架飞机，包括了九架战斗机和一架舰载轰炸机。也是在这次任务中，坂井三郎在攻击一个敌方轰炸机群时误把它们认为是战斗机而身受重伤，最后被迫回到日本本土休养了两年。8月8日，美国海军陆战队成功夺取了亨德森机场，也因为从拉包尔的基地到瓜达尔卡纳尔岛的距离，使得包括“臺南空”在内的其他部队很难再尝试夺回当地的制空权。1942年11月，在负责给轰炸莫尔兹比港的轰炸机提供了一系列保护后，“臺南空”在这三个月里损失了三十二名飛行员，笹井醇一和太田敏夫分别在8月26日和10月21日的空战中阵亡。1942年（昭和17年）11月1日，在南太平洋的日本海军开始了重新编制，臺南海军航空队被编入了第二五一海军航空队，二十名包括西泽广义在内剩下的组员随即被调回了日本本土帮助重新组建新的战斗机部队。
1944年10月26日，載著西澤廣義的運輸機，在菲律賓附近被美軍擊落。

## 主力機種
- 零式艦上戰鬥機21型、32型、22型
- 九八式陸上偵察機（日语：九八式陸上偵察機）・二式陸上偵察機
- 雷電二一型(J2M3)

## 關連項目
- 坂井三郎
- 笹井醇一
- 西泽广义
- 太田敏夫
- 大日本帝国海軍航空隊列表
- 水交社 (臺南市)

### 其他
- 台灣航空決戰 （鍾堅/著 麥田 ) ISBN：9789577083685